# Jurōjin

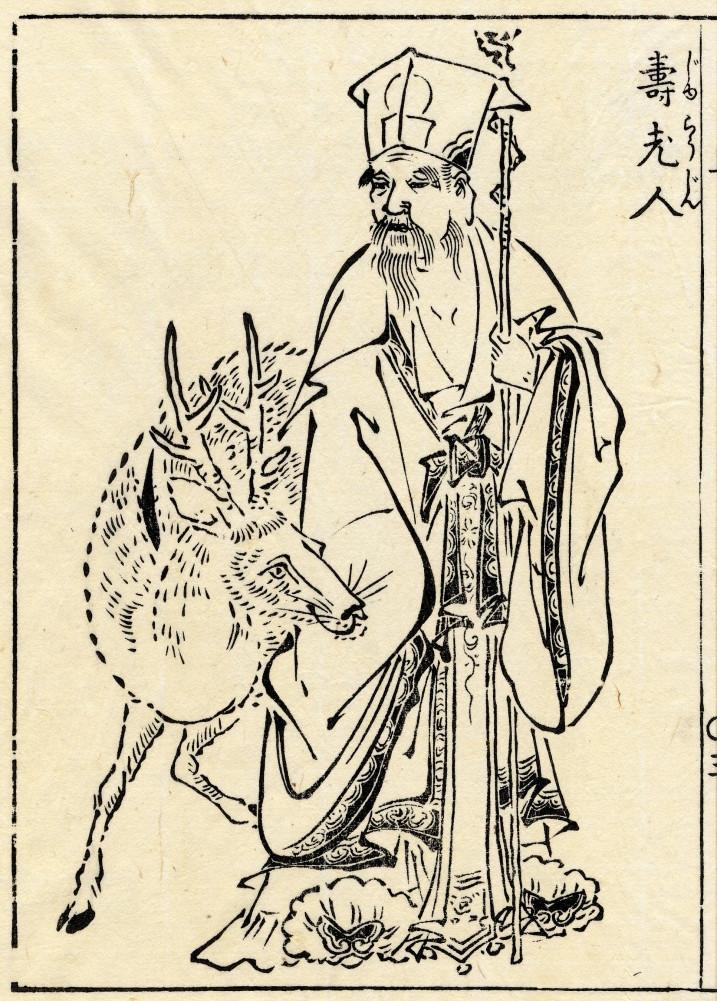
Jurōjin, Zeichnung von Tachibana Morikuni (1679–1748)

Jurōjin (jap. 寿老人, chin. 壽老人 / 寿老人,  Shòu lǎorén) ist eine in Japan und China verehrte Gottheit, die den sieben Glücksgöttern (Shichi Fukujin) zugeordnet wird. Er ist Gott der Weisheit und Gelehrsamkeit, Schutzpatron der Wissenschaft und insbesondere Symbol für ein langes Leben.
Dargestellt wird er oft als würdig aussehender Greis in chinesischer Gelehrtentracht. In seinen Händen hält er einen Stab, an dem manchmal eine Kürbisflasche mit dem Unsterblichkeitskraut der Daoisten befestigt ist. Häufig ist eines seiner Attribute eine Schriftrolle, die er in einer Hand hält oder die am Stock befestigt ist und auf der das Lebensalter der Menschen verzeichnet ist; seltener ist er mit einem Blattfächer in der Hand dargestellt. Auf Abbildungen wird Jurōjin meist von einem schwarzen Hirsch (Nihonjika) begleitet, aber auch Darstellungen mit der „zehntausendjährigen Wasserschildkröte“ sind bekannt. Beide Tiere sind ebenfalls ein Symbol des langen Lebens.
Jurōjins Bedeutung und äußerliche Erscheinung ist der des Fukurokuju ähnlich. Sie können aber leicht durch den riesigen, lang gestreckten Kopf Fukurokujus voneinander unterschieden werden.